# Cabum
Cabum, antico abitato latino poco più che leggendario, sorgeva probabilmente alle immediate pendici di Monte Cavo, anticamente detto Mons Albanus, forse in prossimità degli odierni Campi d'Annibale, in comune di Rocca di Papa.

## Storia
Sulle alture che costituiscono il Monte Albano, era posta Cabum, città arcaica del Latium Vetus, facente parte delle 30 città strato riunite nella Lega Latina. Cabum  si estendeva per i Campi d’Annibale e si accedeva ad essa da una diramazione della via Latina, che si snodava dalla stazione Roboraria, nella valle della Molara, ove confluivano altre vie secondarie provenienti da Tusculun, Corbium (Rocca di Priora), Algidum (Vivaro e Lariano). Cabum, che in seguito si chiamò Cavo, subì la sorte delle altre città latine e  soltanto la rocca, “l’Arx aesulana”, rimase in piedi sino al IV secolo dopo Cristo.
Cabum fece parte dell’antica confederazione di Alba Longa delle tribu' dei popoli albensis, dove era presente l’antico collegio dei Sacerdotes Cabenses, dedito al culto di Giove Laziale, “Virgines Arcis Albanae”, dalle quali ebbero origine le Vestali, istituite a Roma da Numa Pompilio “secondo il rito albano”.